# Schützen am Gebirge
Schützen am Gebirge (in ungherese: Sérc, in croato: Česno) è un comune austriaco di 1 394 abitanti nel distretto di Eisenstadt-Umgebung, in Burgenland.